# Eldridge Cleaver
Pour les articles homonymes, voir Cleaver.
Leroy Eldridge Cleaver, né le 31 août 1935 à Wabbaseka (Arkansas) et mort le 1er mai 1998 à Pomona (Californie), est un militant des droits civiques américain, membre important du Black Panther Party. En 1968, il signe une autobiographie remarquée, Soul on Ice, qui relate sa transformation personnelle durant ses neuf années de prison, d'un trafiquant de marijuana et violeur à un partisan de Malcolm X et du marxisme révolutionnaire. Il se rallie aux conservateurs républicains dans les années 1980.

## Biographie

### Jeunesse et formation
Leroy Eldridge Cleaver est né à Wabbaseka, dans l'Arkansas, aux États-Unis. Il est le fils de Leroy Cleaver, un voiturier, et de Thelma Hattie Robinson Cleaver, une institutrice,,. En 1943, sa famille emménage à Phoenix dans l'Arizona puis à Los Angeles.
Il se convertit au catholicisme à l'âge de douze ans. Adolescent délinquant, il passe du temps dans des centres pour mineurs. À l'âge de 18 ans, il est condamné pour trafic de drogue et purge une peine à la prison d'État de Soledad (pour adultes).
En 1958, condamné cette fois pour viol, violences et tentative de meurtre, il est incarcéré à la prison d’État de Folsom et de San Quentin jusqu'en 1966,.

### Engagement politique

#### Soul on Ice
En 1968, sort son essai nommé Soul on Ice (traduit en France sous le titre Un noir à l'ombre). Dans ce livre, écrit pour l'essentiel en 1965, durant son incarcération à la prison de Folsom, Cleaver décrit son expérience en milieu carcéral, et livre ses considérations sur les relations entre Blancs et Noirs.
Classé parmi les dix meilleurs livres de l'année 1968 par le New York Times, et vendu à plus d'un million d'exemplaires, ce livre connût un succès très important aux États-Unis.
Dans ce livre, Cleaver parle des viols qu'il a d'abord commis sur des femmes noires de quartiers défavorisés :  
« Pour affiner ma pratique et mon modus operandi, j’ai commencé à pratiquer sur des filles noires dans le ghetto – dans le ghetto noir où les actes sombres et vicieux n’apparaissent pas comme des aberrations ou des déviations de la norme, mais comme faisant partie de la suffisance du Mal du jour […]. »
Puis des viols commis sur des femmes blanches, qu'il qualifie d'actes « insurrectionnels » : 
« Quand je me suis retrouvé en prison, j’ai commencé par m’examiner attentivement et, pour la première fois de ma vie, j’ai reconnu que j’avais tort, que je m’étais perdu – non pas simplement éloigné de la loi de l’homme blanc, mais de la qualité d’être humain civilisé –, car je n’approuvais pas l’action de violer. Je connaissais plus ou moins mes motivations ; pourtant, je ne me sentais pas justifié. Je n’avais plus de respect pour moi-même. Ma fierté d’homme s’en allait en morceaux ; toute ma fragile structure morale semblait s’écrouler, complètement détraquée. Voilà pourquoi je me suis mis à écrire. Pour me sauver. »

#### Black Panther Party
Après sa sortie de prison en 1966, il rejoint le Black Panther Party à Oakland, en Californie,. Ce qui attire initialement Cleaver chez ce parti est son engagement dans la lutte armée, à la différence des autres groupes,.
En avril 1967, Eldridge Cleaver est nommé « ministre de l'information » (porte-parole) du Black Panther Party, par les responsables Bobby Seale et Huey Newton.
En 1967, Cleaver forme avec Marvin X, Ed Bullins et Ethna Wyatt, la Maison Noire (the Black House), centre politico-culturel à San Francisco. Les membres réguliers en sont Amiri Baraka, Sonia Sanchez, Askia Toure (en), Sarah Webster Fabio (en), l'Art Ensemble of Chicago, Avotcja, Reginald Lockett, Emory Douglas, Samuel Napier, Bobby Hutton (en), Huey P. Newton et Bobby Seale.
En 1968, à la suite de l’arrestation des deux membres fondateurs Huey Newton et Bobby Seale, Cleaver devient de facto le leader du Black Panther Party.
La même année, Cleaver se présente à l'élection présidentielle américaine de 1968, sous la bannière du Parti paix et liberté (bien que n'ayant pas l'âge requis et que les tribunaux de deux États aient rejeté sa candidature). Cleaver et sa suppléante Judith Mage obtiennent 36 571 voix, soit 0,05 % des votes, dans un scrutin où le candidat républicain, Richard Nixon, l'emporte largement.
Au lendemain de l'assassinat de Martin Luther King, le 4 avril 1968, la trajectoire d'Eldridge Cleaver prend un tour dramatique. Le 6 avril, en compagnie de quatorze membres des Black Panthers, il tend une embuscade à des agents de police à Oakland. La police ouvre le feu sur les militants noirs, tuant notamment Bobby Hutton (le trésorier du parti), et blessant Cleaver. En mai, il obtient auprès de la Cour suprême des États-Unis sa libération conditionnelle, faisant valoir que nul ne peut être emprisonné sans avoir été jugé.
Victime de manœuvres illégales du FBI qui visaient à le démolir politiquement mais également à ruiner son foyer, il se voit accusé de tentative de meurtre et s'exile en Algérie où il est rejoint par Timothy Leary. Au début de l’année 1971, Cleaver craint que Timothy Leary et sa femme Rosemary n’attirent les renseignements américains. Il les place donc aux « arrêts révolutionnaires » – c'est-à-dire qu'il les séquestre –  durant plusieurs jours, mais finit par les relâcher. 
À Alger, il reste la cible d’une campagne de harcèlement personnel conduite par les autorités américaines. Le FBI multiplie les écoutes illégales, les fausses lettres et les agents provocateurs à son encontre. Abusé par l'avalanche de fausses nouvelles et de lettres anonymes des agents fédéraux, Cleaver dénonce publiquement Huey Newton, entraînant une rupture au sein du Black Panther Party. Huey Newton, à la tête du Black Panther Party depuis sa sortie de prison en 1970, exclut l’année suivante Eldridge Cleaver, accusé d’avoir trahi la cause en conduisant l’organisation vers une lutte armée suicidaire.
Exclu du BPP, Cleaver quitte l'Algérie et passe du temps à Cuba et en France, convaincu qu’il serait assassiné s’il rentrait aux États-Unis.

#### En France
Pendant son séjour en France, Cleaver tente de devenir styliste-créateur. Sa création la plus connue est un pantalon avec « une pièce rapportée comme une chaussette détaillant les parties génitales du porteur », appelée aussi « penis pant ». Le magazine Newsweek le cite : « Je veux résoudre le problème de la mentalité de la feuille de vigne. S'habiller est une extension de la feuille de vigne — cela met notre sexe dans notre corps. Mes pantalons le ramènent là où il devrait être ».
Cleaver achète de l'espace publicitaire dans le journal The International Herald Tribune, espérant trouver investisseurs et fabricants,. Il continue à promouvoir le pantalon après son retour aux États-Unis.
Ses convictions évoluent fortement et Cleaver, lors d'une discussion avec des militants d’extrême-gauche, défend les États-Unis « avec une véhémence qui frisait l’hystérie », selon T. D. Allman.

#### Soul on Fire
En 1978, Cleaver publie un nouveau livre, Soul On Fire, et révèle plusieurs aspects surprenants de son exil en Algérie.
- Cleaver recevait régulièrement des dons de la République du Nord Viêt Nam avec laquelle les États-Unis étaient en guerre.
- Cleaver a été suivi par plusieurs ex-criminels devenus révolutionnaires. Plusieurs d'entre eux ont détourné des avions pour se rendre en Algérie. Les Algériens attendaient de Cleaver qu'il les surveille. Cleaver organisa un trafic de voitures volées pour les employer : les voitures étaient volées en Europe puis revendues en Afrique.
- Cleaver a fui l'Algérie pour vivre clandestinement en France. Par l'entremise de la photographe Marie-Laure de Decker, il rencontre Valéry Giscard d'Estaing, alors ministre des Finances, qui accepte d'intervenir auprès de Jacques Chirac, alors ministre de l'Intérieur, pour empêcher l'arrestation de Cleaver par la DST et son extradition. Ayant obtenu des permis de séjour pour lui et sa famille grâce à ces hautes protections, il s'établit quelque temps à Paris, où il se reconvertit dans la mode[24].
- Cleaver a fait l'expérience d'une « renaissance à Dieu » pendant son année d'isolement, alors qu'il vivait dans la clandestinité.

#### Retour aux États-Unis
Cleaver retourne aux États-Unis en 1975, en ayant complètement changé. Il renonce au Black Panther Party. Il est condamné à la probation pour agression et les poursuites judiciaires cessent. Il est soutenu financièrement par le millionnaire conservateur Arthur de Moss,.
Devenu conservateur et anticommuniste, il proclame son soutien indéfectible à Israël, dénonce l'Union soviétique et Cuba, approuve les tractations entre les États-Unis et l’Afrique du Sud ségrégationniste. Il se rapproche par ailleurs de personnalités controversées, telles que Daniel Patrick Moynihan, connu pour ses opinions conservatrices sur la question noire, ou encore du prédicateur évangélique Billy Graham. Il refuse en revanche de collaborer avec la NAACP, organisation visant à défendre les droits civiques des Afro-américains.
Au milieu des années 1980, Cleaver devient dépendant à la cocaïne. En 1992, il écope d'une condamnation pour détention de cocaïne et cambriolage. Après une agression liée à la drogue, en 1994, il est laissé pour mort. Il réussit ensuite à se désintoxiquer.
En 1986, il se présente, sans succès, à l'investiture du Parti républicain en Californie pour le Sénat des États-Unis. Ensuite, il devient mooniste et s'implique dans l'organisation de Sun Myung Moon, puis avec les mormons,.

### Vie personnelle
En 1967 Elridge Cleaver épouse la militante Kathleen Neal Cleaver (divorcé en 1987), le couple donne naissance à deux enfants, Ahmad Maceo Eldridge Cleaver et Joju Younghi,,,,.
Il meurt des suites d'un cancer de la prostate au Pomona Valley Hospital Medical Center de Californie en 1998 à l'âge de 62 ans,,,.

### Archives
Les archives d'Eldridge Cleaver sont disponibles en ligne sur le site de l’État de Californie, ainsi qu'à à la Denver Public Library (en),.

## Œuvres
- (en) Soul on Ice, Dell Publishing, 1968 ; trad. fr : Un noir à l'ombre, Seuil, Paris, 1969
- (en) Post-Prison Writings and Speeches, Random House, février 1969
- Panthère noire, Paris, Seuil, 1970
- Sur la révolution américaine. Conversation d'exil avec Lee Lockwood, Paris, Seuil, 1970
- (en) Soul on Fire, Word Books, 1978
- (en) Target Zero : A Life in Writing, St. Martin's Griffin, 2006, ouvrage co-édité par Kathleen Cleaver